# Décorations civiles des États-Unis
 (décembre 2023).
Si vous disposez d'ouvrages ou d'articles de référence ou si vous connaissez des sites web de qualité traitant du thème abordé ici, merci de compléter l'article en donnant les références utiles à sa vérifiabilité et en les liant à la section « Notes et références ».
Les Décorations civiles des États-Unis sont des récompenses et des décorations des États-Unis d'Amérique qui sont accordées par les diverses agences du gouvernement des États-Unis pour des actes et actions réalisés au profit de la nation dans son ensemble. 
Les décorations civiles des États-Unis sont généralement émises pour service méritoire soutenu ou supérieur dans un domaine d'activité, mais il y a aussi des récompenses et des décorations pour un acte spécifique d'héroïsme.
Les décorations civiles des États-Unis sont émises par le gouvernement fédéral, les États et les autorités locales, les décorations les plus reconnaissantes étant émises au niveau fédéral.
 Certaines autres décorations civiles peuvent être autorisées à être porter sur des uniformes de l'armée américaine, suivant les approbations des départements militaires.
Chacune des branches militaires maintient également sa propre série de décorations civiles distinctes des récompenses militaires.
Ce qui suit est une liste d'articles relatifs aux décorations civiles des États-Unis.

## Gouvernement fédéral
- Décorations gouvernementales des États-Unis
- Décorations de la marine marchande des États-Unis

## Gouvernement d'État
- Décorations de la Garde Nationale
- Décoration de la State Defense Forces

## Gouvernement local
- Décorations des forces de loi des États-Unis

## Autres organisations
- Décorations du Naval Sea Cadet Corps
- Décorations du Civil Air Patrol